# Rennebu
Rennebu és un municipi situat al comtat comtat de Trøndelag, Noruega. Té 2.562 habitants (2016) i la seva superfície és de 947.97 km².
El municipi s'establí el 1839. A la zona nord-oest del municipi, hi ha el parc nacional Forollhogna. El riu Orkla travessa aquest municipi.